# Betéti társaság
A betéti társaság (röviden bt.) az új Polgári Törvénykönyv, a 2013. évi V. törvény (új Ptk.) szerinti, jogi személyiséggel rendelkező (korábban, a gazdasági társaságokról szóló 2006. évi IV. törvény szerint még jogi személyiség nélküli volt) gazdasági társaságok egyik típusa.

## Története
| Év   | Betéti társaságok száma |
| ---- | ----------------------- |
| 1990 | 5789                    |
| 1991 | 22 977                  |
| 1992 | 41 218                  |
| 1993 | 67 301                  |
| 1994 | 89 045                  |
| 1995 | 107 106                 |
| 1996 | 127 725                 |
| 1997 | 140 043                 |
| 1998 | 161 857                 |
| 1999 | 170 762                 |
| 2000 | 188 136                 |
| 2001 | 199 152                 |
| 2002 | 208 454                 |
| 2003 | 214 787                 |
| 2004 | 219 023                 |
| 2005 | 220 955                 |
| 2006 | 221 152                 |
| 2007 | 218 307                 |
| 2008 | 211 823                 |
| 2009 | 202 173                 |
| 2010 | 190 750                 |
| 2011 | 182 127                 |
| 2012 | 172 199                 |
| 2013 | 162 434                 |
| 2014 | 151 139                 |
| 2015 | 140 005                 |
| 2016 | 131 795                 |
| 2017 | 126 825                 |
| 2018 | 122 126                 |
| 2019 | 117 459                 |
| 2020 | 111 893                 |
| 2021 | 107 580                 |

## Főbb szabályai

### Létesítése, tagjai
A létesítésére irányuló társasági szerződéssel a tagok arra vállalnak kötelezettséget, hogy üzletszerű közös gazdasági tevékenységet folytatnak, oly módon, hogy legalább 1 tag (beltag) felelőssége korlátlan és a többi beltaggal egyetemleges, míg legalább egy másik tag (kültag) csak a társasági szerződésben vállalt vagyoni betétje szolgáltatására köteles.

### Egyszerűsített cégalapítás
A társasági szerződést szerződésminta használatával is el lehet készíteni. A cég nevében a „Bt.” rövidítést meg kell adni. A társasági szerződésben elegendő csupán a bt. fő tevékenységi körét feltüntetni, ám ezen túlmenően egyéb tevékenységi körök is szerződésbe foglalhatók.
A társaság folytathat minden olyan tevékenységet, amely nem tilos, illetve nem korlátozott (például engedélyköteles).
Egyszerűsített cégeljárás esetén (iratminta alkalmazása) akár két nap alatt is bejegyzésre kerülhet a társaság. [forrás?]

### Üzletvezetés
Hacsak a tagok másképp nem rendelkeznek, a társaság üzletvezetésére mindegyik tag jogosult, akik mindegyike önállóan vagy együttesen járhat el. A kültag a társaság üzletvezetésére és képviseletére a társasági szerződésből eredő felhatalmazás alapján lehet jogosult.

### A tagok jogai és kötelezettségei
Egyik tag sem köteles vagyoni hozzájárulását a társasági szerződésben megállapított összeget meghaladóan növelni, vagy veszteség esetén azt kiegészíteni. A tag a vagyoni hozzájárulását a tagsági jogviszony fennállása alatt nem követelheti vissza.
A társasági szerződésben eltérően is rendelkezhetnek a tagok, de főszabály szerint a nyereség és a veszteség a tagok között a vagyoni hozzájárulásuk arányában oszlik meg. Semmis az a megállapodás, amely valamely tagot a nyereségből vagy a veszteség viseléséből kizár.
A gazdasági társaságokról szóló 2006. évi IV. törvénytől eltérően, az új Polgári Törvénykönyv, a 2013. évi V. törvény hatálybalépése után alapított betéti társaságok esetében a betéti társaságba is apportálható követelés.

### A tagok gyűlése
A tagok gyűlésén valamennyi tag személyesen vesz részt. [forrás?]
A tagok gyűlése határoz minden olyan ügyében, amelyet törvény vagy a társasági szerződés a társaság legfőbb szervének a hatáskörébe utal, illetve, amely nem tartozik a társaság szokásos üzleti tevékenységébe. Az üzletvezetés körébe tartozó kérdésekről való döntés az üzletvezető(k) jogköre. A tagok gyűlésén a határozathozatal során valamennyi tagnak azonos mértékű szavazata van. A társasági szerződés ettől eltérően rendelkezhet, de legalább egy szavazat minden tagot megillet.
A taggyűlés egyszerű szótöbbséggel határoz, kivéve azokat a kérdéseket, amelyek esetében a gazdasági társaságokról szóló törvény háromnegyedes szótöbbséget vagy egyhangúságot ír elő.
Valamennyi tag egyhangú szavazatával meghozott határozat kell a társasági szerződés módosításához, valamint a társaság szokásos üzleti tevékenységébe nem tartozó ügyekben hozandó döntéshez. A társasági szerződés módosítását valamennyi tagnak alá kell írnia.

### Felelősség a társaság tartozásaiért
A társaság kötelezettségeiért elsősorban a társaság felel vagyonával. Amennyiben a társasági vagyon a követelést nem fedezi, a társaság kötelezettségeiért a beltagok saját vagyonukkal korlátlanul és egyetemlegesen felelnek. A társasági szerződésben rögzíthető, hogy az újonnan belépő beltag a társaság – az ő belépése előtti – tartozásaiért ne feleljen harmadik személyekkel szemben. Amennyiben a tagok ezt a társasági szerződésben nem rögzítik, úgy a belépő beltag a többi beltaggal azonos módon felel a belépés előtt keletkezett tartozásokért.
Megszűnik a tagsági jogviszony, ha a tag a társasági szerződésben meghatározott vagyoni hozzájárulását felhívás ellenére nem teljesítette vagy ha ebben a tagok közösen megegyeztek. Megszűnhet a tag kizárásával, rendes vagy azonnali hatályú felmondással, a tag halálával vagy jogutód nélküli megszűnésével, illetve ha a tagság fenntartása jogszabályba ütközik.

### Kiválás a társaságból
A társaságtól megváló tag követelését - eltérő megállapodás hiányában - a tagsági jogviszony megszűnésétől számított három hónapon belül pénzben kell kifizetni. A társaságtól megváló tag – tagsági jogviszonya megszűnésétől számított öt évig – a többi taggal azonos módon felel a társaság olyan tartozásáért, amely tagsági jogviszonya megszűnése előtt keletkezett.
Ha a társaságból valamennyi beltag kiválik, a társaság megszűnik, kivéve, ha az utolsó beltag kiválásától számított hat hónapon belül új beltag belépését a cégbírósághoz bejelentik, illetve ha a kültagok elhatározzák a társaságnak közkereseti társaságként való továbbfolytatását, amely az új[mikor?] szabályozás szerint a társasági szerződés egyszerű módosításával is megejthető.

### Megszűnése
Ha a társaságból valamennyi kültag kiválik, a társaság megszűnik, kivéve, ha az utolsó kültag kiválásától számított 6 hónapon belül új kültag belépését a cégbírósághoz bejelentik, illetve ha a beltagok elhatározzák a társaságnak közkereseti társaságként való továbbfolytatását.
A jogutód nélküli megszűnés, valamint a társaság átalakulásának elhatározásához a tagok gyűlésének egyhangú határozata szükséges.
A végelszámolás egyszerűsített módon lefolyatható, ha a társaság a végelszámolás megindításától számított 30 napon belül tartozásait kiegyenlíti. Ebben az esetben a cégbíróság a társaságot törli a cégjegyzékből. A társaság jogutód nélküli megszűnése esetén a tartozások kiegyenlítése után fennmaradó vagyont – a társasági szerződés eltérő rendelkezése hiányában – a vagyoni hozzájárulásuk arányában kell felosztani a társaság tagjai között.

## Lásd még
- Közkereseti társaság
- Korlátolt felelősségű társaság
- Részvénytársaság